# Cratere Parishan
Parishan  è un cratere sulla superficie di Venere.